# De Koninklijke Porceleyne Fles
Koninklijke Porceleyne Fles NV (connue sous le nom public de Royal Delft)  est un fabricant néerlandais de faïence bleue de Delft, dont le siège est à Delft, aux Pays-Bas. C'est la seule usine restante sur 32 qui ont été établies à Delft au XVIIe siècle. Aujourd'hui, l'entreprise est active depuis plus de 360 ans sans interruption.
En dépit de son nom (littéralement « Bouteille de porcelaine royale SA ») cette entreprise fabrique des objets en faïence et non en porcelaine.

## Histoire
Au cours du siècle d'or néerlandais, la Compagnie néerlandaise des Indes orientales importait d'orient des millions de pièces de porcelaine chinoise. Les motifs exotiques bleu et blanc de Chine étaient particulièrement prisés par les élites néerlandaises et européennes. Le déclin de la dynastie Ming à la suite de la mort de l'empereur Wanli a eu un impact négatif sur le commerce sino-néerlandais, notamment la faïence, dans la mesure où les marchands néerlandais ne pouvaient plus s'approvisionner en Chine, ils décidèrent donc de produire des objets semblables localement.
La faïence bleu de Delft était née et c'est l'un de ces fabricants était David Anthonisz van der Pieth, qui a fondé De Porceleyne Fles (littéralement « la bouteille en porcelaine ») en 1653. Depuis lors jusqu'à la fin du XVIIIe siècle, l'entreprise a produit de la faïence pour des clients aux Pays-Bas et en Europe. La faïence de Delft allait des simples articles ménagers - de la faïence blanche ordinaire avec pas ou peu de décoration - aux œuvres d'art fantaisistes. Des planches picturales ont été faites en abondance, illustrées de motifs religieux, de scènes hollandaises originales avec des moulins à vent et des bateaux de pêche, des scènes de chasse, des paysages et des marines. La concurrence de l'industrie européenne va cependant mettre un terme à cette période faste dès que la technique de fabrication de la porcelaine est découverte au début du XVIIIe siècle. La concurrence est tellement rude qu'en 1840, De Porceleyne Fles est la dernière usine restante, toutes les autres manufactures ayant cessé leurs activités.
En 1876, Joost Thooft rachète l'usine dans le but de relancer la production de faïence de Delft. Avec Leon Senf, il a travaillé à moderniser les opérations et produire des céramiques capables de rivaliser avec les fabricants européens. Thooft a développé la marque qui s'applique à tous les articles Royal Delft peints à la main. Après la mort de Thooft en 1890, le propriétaire Abel Labouchere dirige l'entreprise, supervisant la centralisation de la production à partir d'emplacements dispersés dans la ville jusqu'à l'emplacement actuel de l'usine en 1916.
En 1919, la couronne néerlandaise a accordé à l'entreprise le droit d'ajouter le préfixe Koninklijke (Royal) à son nom, un signe d'appréciation pour les efforts de l'entreprise pour préserver une importante industrie néerlandaise. À ce jour, la société entretient une relation étroite avec la famille royale néerlandaise.

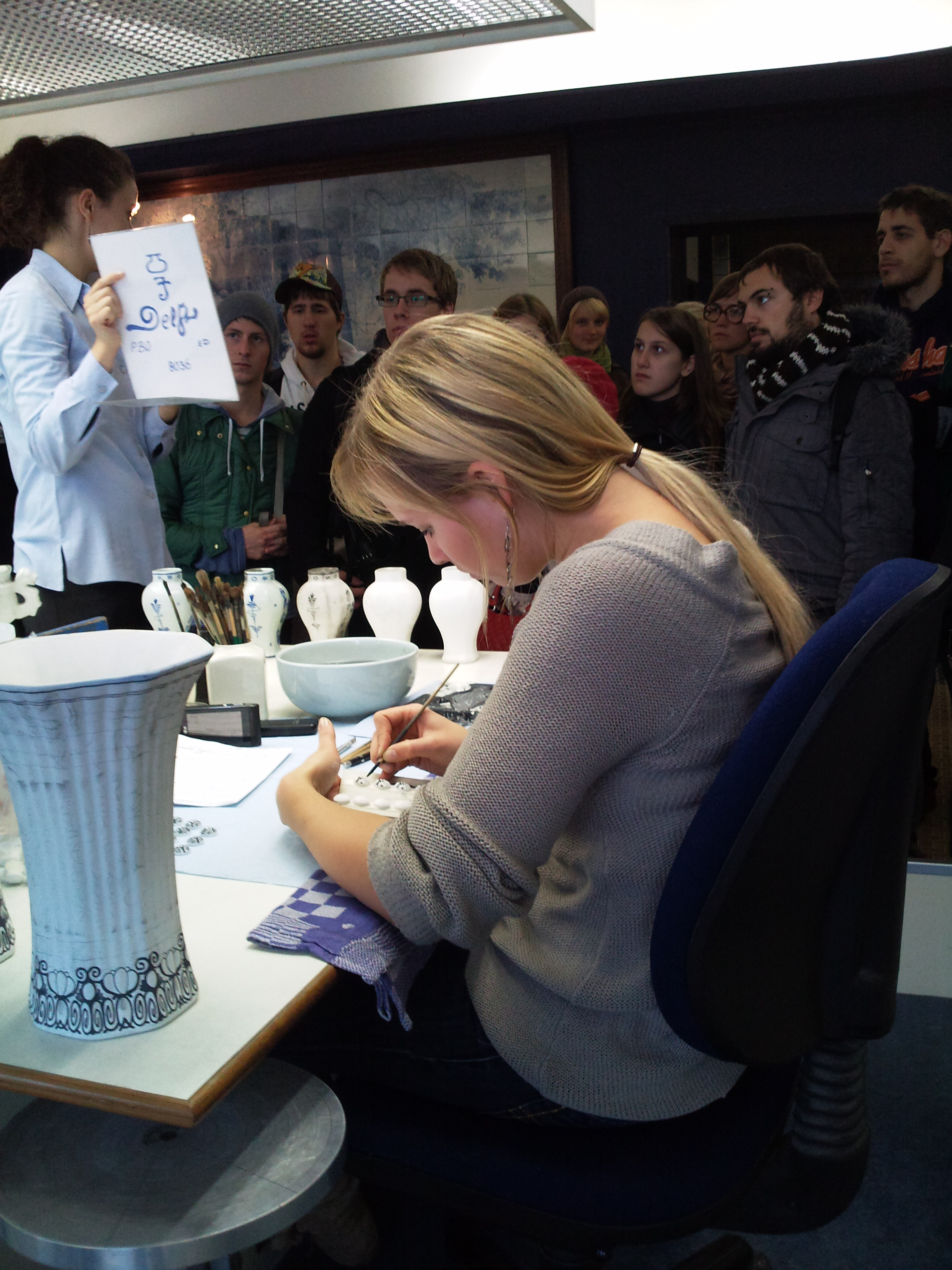
Peintre de Delft au travail sur objet.
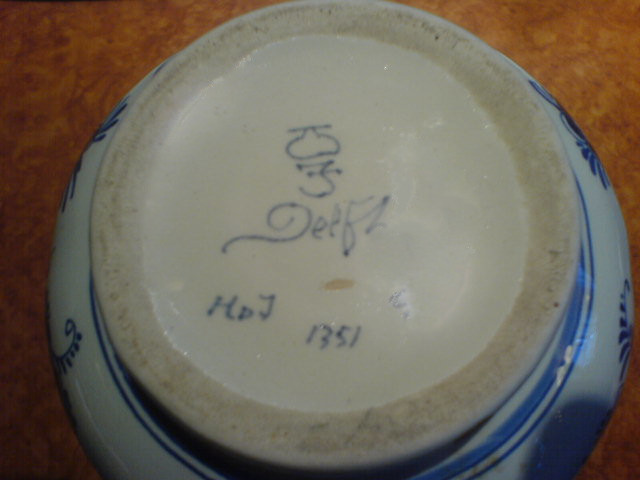
Marque déposée de l'article bleu de Delft, inventée par Thooft.
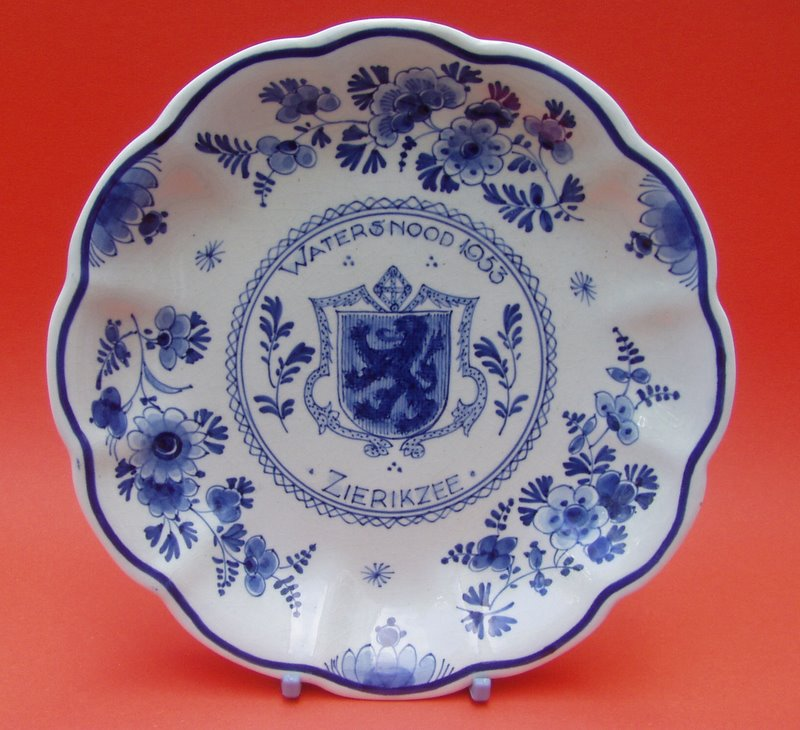
Exemple de travail Royal Delft.
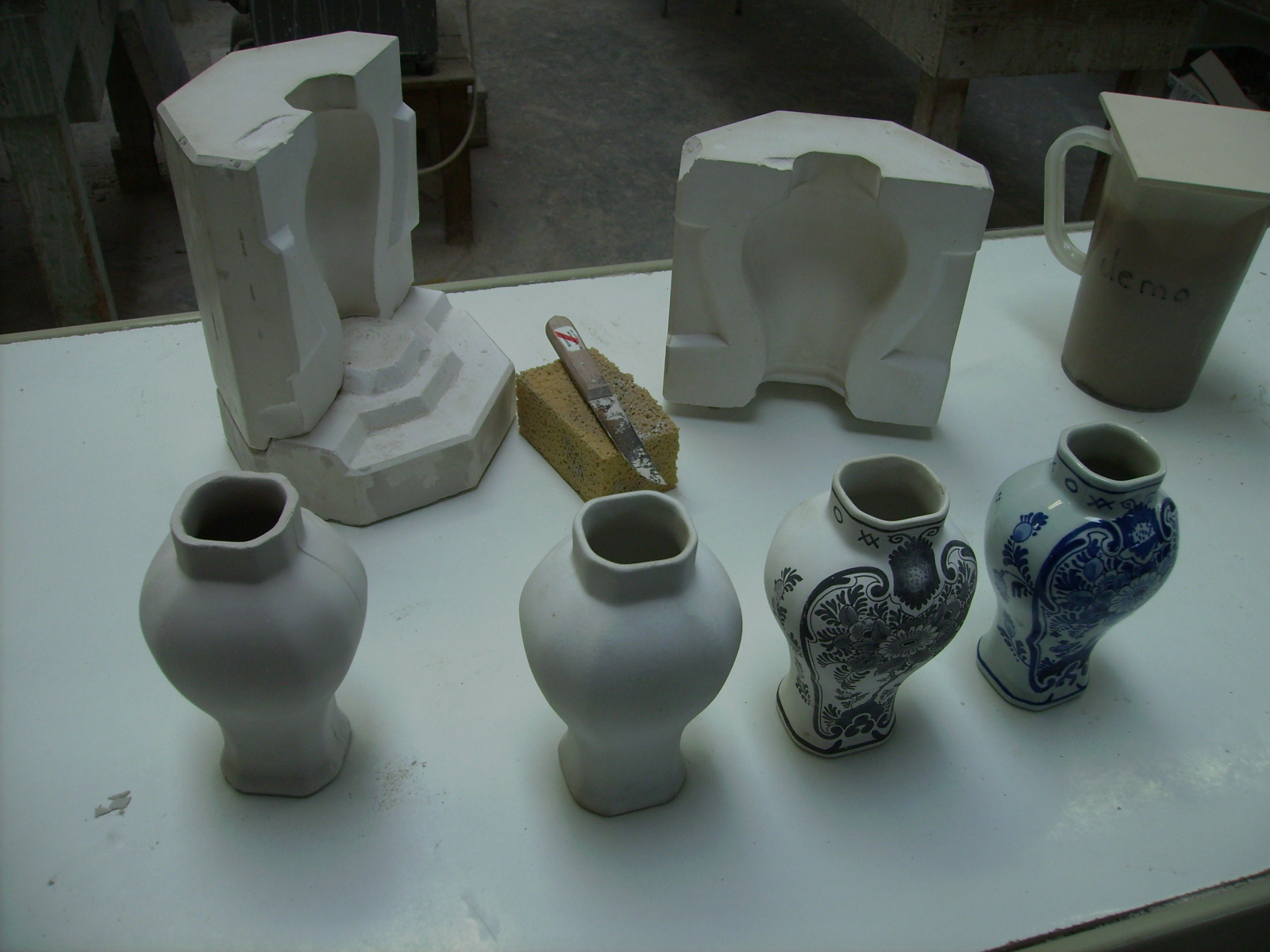
Différentes phases du processus de fabrication.